# Magnolia nilagirica
Espèce
Statut de conservation UICN

 VU A2cd : Vulnérable
Magnolia nilagirica est une espèce de plantes à fleurs de la famille des Magnoliacées. C'est un arbre présent en Inde et au Sri Lanka.

## Description
C'est un arbre.

## Répartition et habitat
Inde et Sri Lanka.